# Team Cannondale-Garmin/2015
Deze pagina geeft een overzicht van Team Cannondale-Garmin wielerploeg in 2015.

## Algemeen
Algemeen manager: Jonathan Vaughters
Ploegleiders: Robert Hunter, Johnny Weltz, Charles Wegelius, Bingen Fernández, Fabrizio Guidi, Andreas Klier
Fietsmerk: Cannondale
Kopmannen: Ryder Hesjedal & Andrew Talansky

## Transfers
| Inkomend             | Team 2014                   | Uitgaand          | Team 2015                          |
| -------------------- | --------------------------- | ----------------- | ---------------------------------- |
| Matej Mohorič        | Cannondale Pro Cycling Team | Phillip Gaimon    | Optum p/b Kelly Benefit Strategies |
| Davide Formolo       | Cannondale Pro Cycling Team | Lachlan Morton    | Jelly Belly p/b Maxxis             |
| Davide Villella      | Cannondale Pro Cycling Team | Rohan Dennis      | BMC Racing Team                    |
| Ted King             | Cannondale Pro Cycling Team | Raymond Kreder    | Team Roompot                       |
| Alan Marangoni       | Cannondale Pro Cycling Team | Fabian Wegmann    | Cult Energy Pro Cycling            |
| Moreno Moser         | Cannondale Pro Cycling Team | Johan Vansummeren | AG2R La Mondiale                   |
| Kristjan Koren       | Cannondale Pro Cycling Team | Tyler Farrar      | MTN-Qhubeka                        |
| Alberto Bettiol      | Cannondale Pro Cycling Team | Steele Von Hoff   | NFTO Pro Cycling                   |
| Joseph Dombrowski    | Team Sky                    | Caleb Fairly      | Team Giant-Alpecin                 |
| Ruben Zepuntke       | Bissell Development Team    | Koldo Fernández   | Gestopt                            |
| Kristoffer Skjerping | Team Joker                  | David Millar      | Gestopt                            |
|                      |                             | Nick Nuyens       | Gestopt                            |
|                      |                             | Thomas Dekker     | Gestopt                            |

## Renners
| Naam                 | Geboortedatum | Nationaliteit    | Ploeg 2014                  |
| -------------------- | ------------- | ---------------- | --------------------------- |
| Janier Acevedo       | 06-12-1985    | Colombia         |                             |
| Jack Bauer           | 07-04-1985    | Nieuw-Zeeland    |                             |
| Alberto Bettiol      | 29-10-1993    | Italië           | Cannondale Pro Cycling Team |
| Nathan Brown         | 07-07-1991    | Verenigde Staten |                             |
| André Cardoso        | 03-09-1984    | Portugal         |                             |
| Tom Danielson        | 13-03-1978    | Verenigde Staten |                             |
| Joseph Dombrowski    | 12-05-1991    | Verenigde Staten | Team Sky                    |
| Davide Formolo       | 25-10-1992    | Italië           | Cannondale Pro Cycling Team |
| Nathan Haas          | 12-03-1989    | Australië        |                             |
| Ryder Hesjedal       | 09-12-1980    | Canada           |                             |
| Alex Howes           | 01-01-1988    | Verenigde Staten |                             |
| Ted King             | 31-01-1983    | Verenigde Staten | Cannondale Pro Cycling Team |
| Benjamin King        | 22-03-1989    | Verenigde Staten |                             |
| Kristjan Koren       | 25-11-1986    | Slovenië         | Cannondale Pro Cycling Team |
| Sebastian Langeveld  | 17-01-1985    | Nederland        |                             |
| Alan Marangoni       | 06-07-1984    | Italië           | Cannondale Pro Cycling Team |
| Daniel Martin        | 20-08-1986    | Ierland          |                             |
| Matej Mohorič        | 19-10-1994    | Slovenië         | Cannondale Pro Cycling Team |
| Moreno Moser         | 25-12-1990    | Italië           | Cannondale Pro Cycling Team |
| Ramūnas Navardauskas | 30-11-1988    | Litouwen         |                             |
| Lasse Norman Hansen  | 11-02-1992    | Denemarken       |                             |
| Kristoffer Skjerping | 04-05-1993    | Noorwegen        | Team Joker                  |
| Tom-Jelte Slagter    | 01-07-1989    | Nederland        |                             |
| Andrew Talansky      | 23-11-1988    | Verenigde Staten |                             |
| Dylan van Baarle     | 21-05-1992    | Nederland        |                             |
| Davide Villella      | 27-06-1991    | Italië           | Cannondale Pro Cycling Team |
| Ruben Zepuntke       | 29-01-1993    | Duitsland        | Bissell Development Team    |

## Belangrijke overwinningen
Internationaal Wegcriterium
1e etappe: Benjamin King
Ronde van Catalonië
Bergklassement: Tom Danielson
Ronde van de Sarthe
Eindklassement: Ramūnas Navardauskas
Ronde van Italië
4e etappe: Davide Formolo
Nationale kampioenschappen wielrennen
Litouwen - tijdrit: Ramūnas Navardauskas
Verenigde Staten - tijdrit: Andrew Talansky
Ronde van Oostenrijk
8e etappe: Moreno Moser
Ronde van Utah
6e etappe: Joe Dombrowski
Eindklassement: Joe Dombrowski
Ronde van Alberta
3e etappe: Tom-Jelte Slagter
4e etappe: Tom-Jelte Slagter
5e etappe: Lasse Norman Hansen
Mannen: 2005 · 2006 · 2007 · 2008 · 2009 · 2010 · 2011 · 2012 · 2013 · 2014 · 2015 · 2016 · 2017 · 2018 · 2019 · 2020 · 2021 · 2022 · 2023 · 2024 · 2025
Vrouwen: 2024 · 2025
AG2R-La Mondiale · Astana Pro Team · BMC Racing Team · Team Cannondale-Garmin · Etixx-Quick Step · FDJ · Team Giant-Alpecin · IAM Cycling · Katjoesja · Lampre-Merida · Team LottoNL-Jumbo · Lotto Soudal · Movistar Team · Orica GreenEDGE · Team Sky · Tinkoff-Saxo · Trek Factory Racing